# Urara Ashikawa
Pour les articles homonymes, voir Ashikawa.
Urara Ashikawa (芦川 うらら, Ashikawa Urara), née le 8 mars 2003 à Fuji, est une gymnaste artistique japonaise.

## Carrière
Après avoir terminé sixième de la finale de la poutre aux Jeux olympiques d'été de 2020 à Tokyo, Urara Ashikawa est médaillée d'or sur cet agrès aux Championnats du monde de gymnastique artistique 2021.
.